# Zhou Boqi
Pour les articles homonymes, voir Zhou.
Zhou Boqi (chinois traditionnel : 周伯琦), né en 1298 dans la province du Jiangxi et mort en 1369, est un poète chinois de la dynastie Yuan.